# Jewgeni Nikolajewitsch Tschirikow

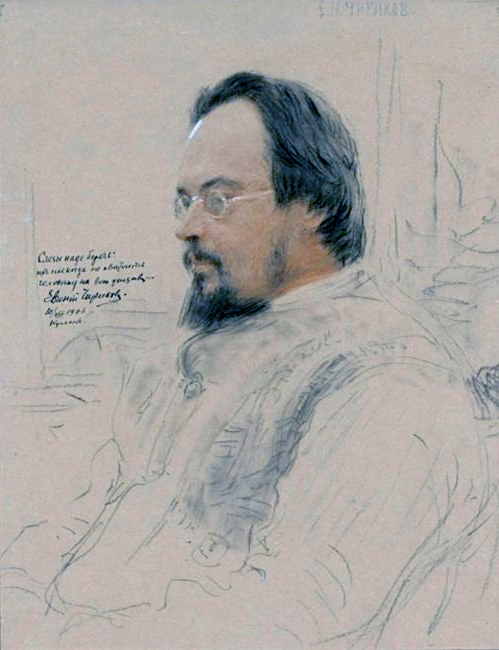
Porträt Tschirikows von Ilja Repin (1906)

Jewgeni Nikolajewitsch Tschirikow (russisch Евгений Николаевич Чириков, wissenschaftliche Transliteration Evgenij Nikolaevič Čirikov; geboren am 24. Julijul. / 5. August 1864greg.; gestorben am 18. Januar 1932 in Prag) war ein russischer Schriftsteller und Publizist.

## Biographie
Tschirikow wurde in eine Familie von geringem Adel geboren. Die Familie besaß ein kleines Gut in Tschistowka, einem Dorf im Landbezirk Samara. Da der Vater häufig dienstversetzt wurde, zog die Familie innerhalb der Gouvernements Samara und Kasan mehrfach um. Jewgeni studierte an der Kasaner Universität zunächst Rechtswissenschaften, später Mathematik. 1887 wurde er gemeinsam mit Wladimir Uljanow (dem späteren Wladimir Lenin) und anderen zwangsexmatrikuliert und nach Nischni Nowgorod verbannt. Politisch sympathisierte er mit den sozialrevolutionären Narodniki sowie den Sozialdemokraten. Tschirikow wurde zwischen 1887 und 1902 mehrfach verhaftet und stand in Zarizyn, Astrachan, Kasan, Samara und Minsk unter Polizeiaufsicht.
Bereits als Student veröffentlichte Tschirikow kleinere literarische Werke in Provinzblättern und war mehrfach bei Gorki in Nischni Nowgorod zu Gast. Nach den ersten literarischen Erfolgen zog er nach Moskau, von 1907 an lebte er in Sankt Petersburg.
1918 ging er mit seiner Ehefrau Walentina Georgijewna Grigorjewa nach Rostow am Don, wo er in der Abteilung für Literatur der Propagandaabteilung der Freiwilligenarmee tätig war. 1920 ging er, nachdem Lenin ihn persönlich vor einer Verhaftung gewarnt hatte, über Sewastopol nach Konstantinopel, von dort aus nach Sofia. Von 1922 an lebte er mit seiner Frau und den fünf gemeinsamen Kindern in Prag, wo er in russischen Organisationen aktiv war sowie in russischen und tschechischen Periodika publizierte; zudem hielt er Vorlesungen in Prag und Belgrad. Am 18. Januar 1932 starb Jewgeni Tschirikow in Prag.

## Literarische Tätigkeit
1885 veröffentlichte Tschirikow einen ersten Gedichtband und 1886 seine erste Erzählung. Von 1900 an war er als Theaterautor tätig, unter anderem schrieb er Иван Мироныч (deutsch Iwan Mironytsch, 1904), Мужики (deutsch Die Bauern, 1905). Seine Stücke wurden in der Hauptstadt und Provinztheatern aufgeführt. Große Resonanz erfuhr das Stück „Евреи“ (deutsch Die Juden, 1904), das noch im selben Jahr in Berlin und 1905 in Wien auf Deutsch aufgeführt wurde.
Tschirikow war Teilhaber der marxistisch geprägten Verlagsgenossenschaft Snanije, in der Werke von Autoren wie Maxim Gorki, Anton Tschechow, Alexander Serafimowitsch, Alexander Kuprin, Leonid Andrejew, Iwan Bunin, Dmitri Mamin-Sibirjak erschienen, aber auch zum Beispiel Émile Verhaeren, Gerhart Hauptmann, Gustave Flaubert und Knut Hamsun, und die Tschirikows gesammelte Werke in 8 Bänden herausgab. In den Jahren zwischen 1900 und 1920 veröffentlichte Tschirikow zahlreiche Erzählungen, Theaterstücke und sogenannte „Stücke für die Leinwand“ (Kinoszenarien), sowie einige Kapitel aus seiner autobiographischen Trilogie Жизнь Тарханова (deutsch Tarchanows Leben)
In der Emigration arbeitete er für Zeitschriften in Prag, Riga, Kaunas, publizierte neben einer Reihe von Erzählungen und Stücken den Roman Зверь из бездны (deutsch Das Tier aus dem Abgrund, 1923), die Trilogie Tarchanows Leben (1925) und den fünfbändigen, ebenfalls autobiographischen Roman Отчий дом (deutsch Vaterhaus, 1929–1931).

## Deutschsprachige Werkausgaben
- Unter Polizeiaufsicht. Wiener Verlag, Wien/Leipzig 1905 (russisch: На поруках. Übersetzt von Sonja Wermer).
- Die Juden. Verlag Marchlewski, München 1904 (russisch: Евреи. Übersetzt von Georg Polonskij).
- Erzählungen. J. Ladyschnikow Verlag, Berlin 1906.
- Unter Polizeiaufsicht. Verlag von R. Jacobsthal&Co., Berlin-Schöneberg (russisch: На поруках. Übersetzt von Sonja Wermer).
- Rebellen. In: In freien Stunden. Buchhandlung Vorwärts, Berlin 1907 (russisch: Мятежники. Übersetzt von A. Stein).
- Der Räuberhauptmann. In: Slatozwjet. Nr. 1. Berlin 1924 (russisch: Братья-разбойники.).
- Das Wohlthätigkeitsballett. In: Alexis Schleimer (Hrsg.): Die Laterne. Verlag der Laterne, Berlin (Originalsprache: russisch).
- Der tapfere Sperling. In: Magdeburger Volksstimme. 10. Mai 1931 (Originalsprache: russisch).
- Frühling: Aus einem Jugendroman. In: Davoser Revue. Jahrgang 11, Nr. 7, 1936.
- Wölfe. In: Alexander Simon (Hrsg.): Russische Weihnacht: Weihnachtserzählungen aus Russland. Verlag Die Arche, Zürich 1965 (russisch: Волк.).
- Auf Bürgschaft. In: Karlheinz Kasper (Hrsg.): Nach dem Ball. Russische realistische Erzähler. Band 1 1890-1905 (russisch: На поруках. Übersetzt von Traute und Günther Stein).
- Der Löwenzahn. Ein Märchen. Alexsa-Verlag, Berlin 2018 (russisch: Одуванчик. Übersetzt von Justin Jura).
- Das Tier aus dem Abgrund. Poem der schrecklichen Jahre. Elsinor Verlag, Coesfeld 2023 (russisch: Зверь из бездны. Übersetzt von Christine Hengevoß).